# 561

## Decese
- 5 martie: Papa Pelagius I  (n. 505)
- 29 noiembrie: Chlothar I  (n. 498)
- dată necunoscută: Audoin  (n. ?)